# Colorado (album)
Pour les articles homonymes, voir Colorado (homonymie).
Albums de Neil Young
The Visitor
(2017) Return to Greendale
(2020)
Colorado est un album de Neil Young, accompagné par le groupe Crazy Horse, sorti en 2019. C'est son 40e album studio.

## Titres
Tous les titres sont écrits et composés par Neil Young.
- Think of Me (3:02)
- She Showed Me Love (13:36)
- Olden Days (4:04)
- Help Me Lose My Mind (4:14)
- Green Is Blue (3:48)
- Shut It Down (3:43)
- Milky Way (5:59)
- Eternity (2:43)
- Rainbow of Colors (3:35)
- I Do (5:37)

## Musiciens
Crazy Horse
- Neil Young : Guitare, chant
- Nils Lofgren : Guitare, chant
- Ralph Molina : Batterie, chant
- Billy Talbot : Basse, chant

Musicien additionnel
- Joe Yankee : Harmonica de verre